# PSV in het seizoen 2017/18 (vrouwen)
Het seizoen 2017/2018 was het 6e jaar in het bestaan van de Eindhovense vrouwenvoetbalclub PSV. De club kwam uit in de Eredivisie en eindigde op de vijfde plaats. In het toernooi om de KNVB beker werd in de finale verloren van AFC Ajax (1–2).

## Wedstrijdstatistieken

### Eredivisie
|       | Achilles '29 | ADO Den Haag | AFC Ajax | VV Alkmaar | Excelsior/Barendrecht | sc Heerenveen | PEC Zwolle | FC Twente |
| ----- | ------------ | ------------ | -------- | ---------- | --------------------- | ------------- | ---------- | --------- |
| Thuis | 1 – 2        | 3 – 0        | 1 – 2    | 1 – 1      | 2 – 0                 | 1 – 1         | 1 – 2      | 1 – 0     |
| Uit   | 1 – 1        | 2 – 1        | 0 – 3    | 1 – 1      | 0 – 7                 | 1 – 4         | 3 – 1      | 2 – 1     |

#### Kampioensgroep 1–5
|       | AFC Ajax | sc Heerenveen | PEC Zwolle | FC Twente |
| ----- | -------- | ------------- | ---------- | --------- |
| Thuis | 2 – 6    | 2 – 4         | 1 – 2      | 2 – 4     |
| Uit   | 2 – 2    | 1 – 4         | 3 – 3      | 5 – 2     |

### KNVB beker
| Achtste finale                            | SC Buitenveldert                                                        | 1 – 2 (? – ?)    | PSV                     |  |
| Plaats: Amsterdam Sportpark Buitenveldert | Laura Kelderman                                                         | Wedstrijdverslag | –', –' Vanity Lewerissa |  |
| Kwartfinale                               | PSV                                                                     | 1 – 0 (0 – 0)    | CTO Amsterdam           |  |
| Plaats: Eindhoven De Herdgang             | Vanity Lewerissa 78'                                                    | Wedstrijdverslag |                         |  |
| Halve finale                              | PSV                                                                     | 3 – 1 (2 – 0)    | CTO Eindhoven           |  |
| Plaats: Eindhoven De Herdgang             | Jeslynn Kuijpers 8' Lucie Akkerman 42' Zsofia Rácz 74'                  | Wedstrijdverslag | 51' Isa van der Linden  |  |
| Finale                                    | AFC Ajax                                                                | 3 – 1 (2 – 0)    | PSV                     |  |
| Plaats: Spakenburg Sportpark De Westmaat  | Stefanie van der Gragt 20' Inessa Kaagman 42' Kristina Erman 87' (e.d.) | Wedstrijdverslag | 63' Vanessa Susanna     |  |

## Statistieken PSV 2017/2018

### Eindstand PSV Vrouwen in de Eredivisie 2017 / 2018
| Stand | Gespeeld | Gewonnen | Gelijk | Verloren | Punten | Doelpunten voor | Doelpunten tegen | Gele kaarten | Rode kaarten |
| ----- | -------- | -------- | ------ | -------- | ------ | --------------- | ---------------- | ------------ | ------------ |
| 5e    | 16       | 6        | 4      | 6        | 22     | 30              | 18               | 8            | 1            |

### Eindstand PSV Vrouwen in de kampioensgroep 1–5 2017 / 2018
| Stand | Gespeeld | Gewonnen | Gelijk | Verloren | Punten | Doelpunten voor | Doelpunten tegen | Gele kaarten | Rode kaarten |
| ----- | -------- | -------- | ------ | -------- | ------ | --------------- | ---------------- | ------------ | ------------ |
| 5e    | 8        | 1        | 2      | 5        | 16     | 18              | 27               | 4            | 0            |

### Topscorers
| #      | Naam                  | Goal |
| ------ | --------------------- | ---- |
| 1.     | Vanity Lewerissa      | 10   |
| 2.     | Kirsten Koopmans      | 5    |
| 2.     | Anouk Nouwen          | 5    |
| 2.     | Sara Yuceil           | 5    |
| 3.     | Lucie Akkerman        | 4    |
| 3.     | Jeslynn Kuipers       | 4    |
| 3.     | Vanessa Susanna       | 4    |
| 4.     | Nadia Coolen          | 3    |
| 5.     | Kristina Erman        | 2    |
| 6.     | Kim DeCesare          | 1    |
| 6.     | Sofia Nati            | 1    |
| 6.     | Pleun Raaijmakers     | 1    |
| 6.     | Zsofia Rácz           | 1    |
| 6.     | Mauri van de Wetering | 1    |
| 6.     | Samantha Witteman     | 1    |
| Totaal | Totaal                | 48   |

| #      | Naam             | Goal |
| ------ | ---------------- | ---- |
| 1.     | Vanity Lewerissa | 3    |
| 2.     | Lucie Akkerman   | 1    |
| 2.     | Jeslynn Kuipers  | 1    |
| 2.     | Zsofia Rácz      | 1    |
| 2.     | Vanessa Susanna  | 1    |
| Totaal | Totaal           | 7    |

### Kaarten
| #      | Naam                  |    |
| ------ | --------------------- | -- |
| 1.     | Kristina Erman        | 4  |
| 2.     | Jeslynn Kuipers       | 2  |
| 2.     | Mauri van de Wetering | 2  |
| 3.     | Lucie Akkerman        | 1  |
| 3.     | Pleun Raaijmakers     | 1  |
| 3.     | Maureen Sanders       | 1  |
| 3.     | Sara Yuceil           | 1  |
| Totaal | Totaal                | 12 |

| #      | Naam        |   |
| ------ | ----------- | - |
| –      | Geen speler | 0 |
| Totaal | Totaal      | 0 |

| #      | Naam        |   |
| ------ | ----------- | - |
| 1.     | Kelly Steen | 1 |
| Totaal | Totaal      | 1 |